# Austriadactylus cristatus
Austriadactylus cristatus ("(křídelní) prst z Rakouska") byl druh menšího a poměrně zvláštního ramforynchoidního ptakoještěra, který žil v období pozdního triasu na území dnešního Rakouska.

## Popis
Fosilní pozůstatky tohoto aktivně létajícího plaza zahrnují lebku, spodní čelist, obratle, části kostí končetin i pánevního pletence a ocas. Na poměry triasových ptakoještěrů byl poměrně velkým druhem, ačkoliv celkově představoval relativně malého pterosaura s rozpětím křídel jen lehce přes 1 metr.
Tento druh měl podivně tvarovaný hřeben na hlavě, který se poněkud rozšiřoval směrem ke konci zobáku. Pružný a pohyblivý ocas také neměl zpevňující tyčinky, typické pro jiné zástupce této skupiny.